# Eos Airlines
Eos Airlines – amerykańska biznesowa linia lotnicza z siedzibą w Purchase w stanie Nowy Jork. Głównym węzłem jest Port lotniczy Nowy Jork-JFK.